# Cardoso de la Sierra
Cardoso de la Sierra är en kommun i Spanien.   Den ligger i provinsen Provincia de Guadalajara och regionen Kastilien-La Mancha, i den centrala delen av landet, 80 km norr om huvudstaden Madrid.